# Chilhowie
Chilhowie é uma cidade  localizada no estado norte-americano de Virginia, no Condado de Smyth.

## Demografia
Segundo o censo norte-americano de 2000, a sua população era de 1827 habitantes.
Em 2006, foi estimada uma população de 1778, um decréscimo de 49 (-2.7%).

## Geografia
De acordo com o United States Census Bureau tem uma área de
6,7 km², dos quais 6,7 km² cobertos por terra e 0,0 km² cobertos por água. Chilhowie localiza-se a aproximadamente 595 m acima do nível do mar.

## Localidades na vizinhança
O diagrama seguinte representa as localidades num raio de 16 km ao redor de Chilhowie.